# Yasuj Airport
Yasuj Airport (persiska: Forūdgāh-e Yāsūj, فرودگاه یاسوج) är en flygplats i Iran. Den ligger i den centrala delen av landet, 600 km söder om huvudstaden Teheran. Yasuj Airport ligger 1 810 meter över havet.
Terrängen runt Yasuj Airport är kuperad åt sydväst, men åt nordost är den bergig. Runt Yasuj Airport är det ganska tätbefolkat, med 75 invånare per kvadratkilometer. Närmaste större samhälle är Yasuj, 5,4 km sydost om Yasuj Airport. Omgivningarna runt Yasuj Airport är i huvudsak ett öppet busklandskap.